# Gugun Blues Shelter
Gugun Blues Shelter ist eine indonesische Bluesrock-Band aus Jakarta.

## Geschichte
Die Band, gegründet 2004 in Jakarta, besteht aus Gugun (Gitarre, Gesang), Jono (Bass) und Bowie (Schlagzeug).
Ursprünglich nannte die Band sich Blues Bug, nach diversen Namensänderungen wurde sie schließlich Gugun Blues Band, benannt nach ihrem Sänger und Gitarristen.
Stilistisch orientiert sich die Band an Jimi Hendrix, Johnny Winter, Stevie Ray Vaughan und Led Zeppelin. Allerdings singen sie zumeist auf Indonesisch. In ihrer Heimat sind sie recht bekannt und erhielten einige Auszeichnungen (2007 bestes indonesisches Album vom Rolling Stone Magazin Indonesien, 2007 Gugun als bester Blues-Gitarrist in Südostasien vom MTV Trax Magazin). Nach den Namensänderungen und dem Wechsel ihrer Plattenfirmen erschien ihre letzte Platte (2011) auf The Off Records.

## Diskografie
- 1999: De Gun Project (Deni and Gugun)
- 2004: Get The Bug (Gugun and The Bluesbug)
- 2007: Turn It On (Gugun and the Bluesbug)
- 2010: Gugun Blues Shelter (Gugun Blues Shelter)
- 2011: Satu UntukBerbagi (Gugun Blues Shelter)